# スワンステークス
スワンステークスは、日本中央競馬会 (JRA) が京都競馬場で施行する中央競馬の重賞競走（GII）である。2021年の第64回より競馬番組表での正式名称は「MBS賞 スワンステークス」と表記される。
競走名の「スワン (Swan)」は、白鳥を意味する英語。京都競馬場の旧スタンド「ビッグスワン」「グランドスワン」の名称にも使用されている。 
ラテ兼営時代の2000年より寄贈賞を提供するMBSメディアホールディングス（旧・毎日放送) は、大阪市に本社を置き、TBS系列（JNN）のテレビ準キー局毎日放送と、近畿広域圏でAM・ワイドFM帯ラジオ放送を行うMBSラジオの2社を掌握する総務省認定放送持株会社である。MBSグループは1951年（昭和26年）に「新日本放送（NJB）」として開局以来、ラジオで中央競馬中継を実施している。
正賞はMBS賞。

## 概要

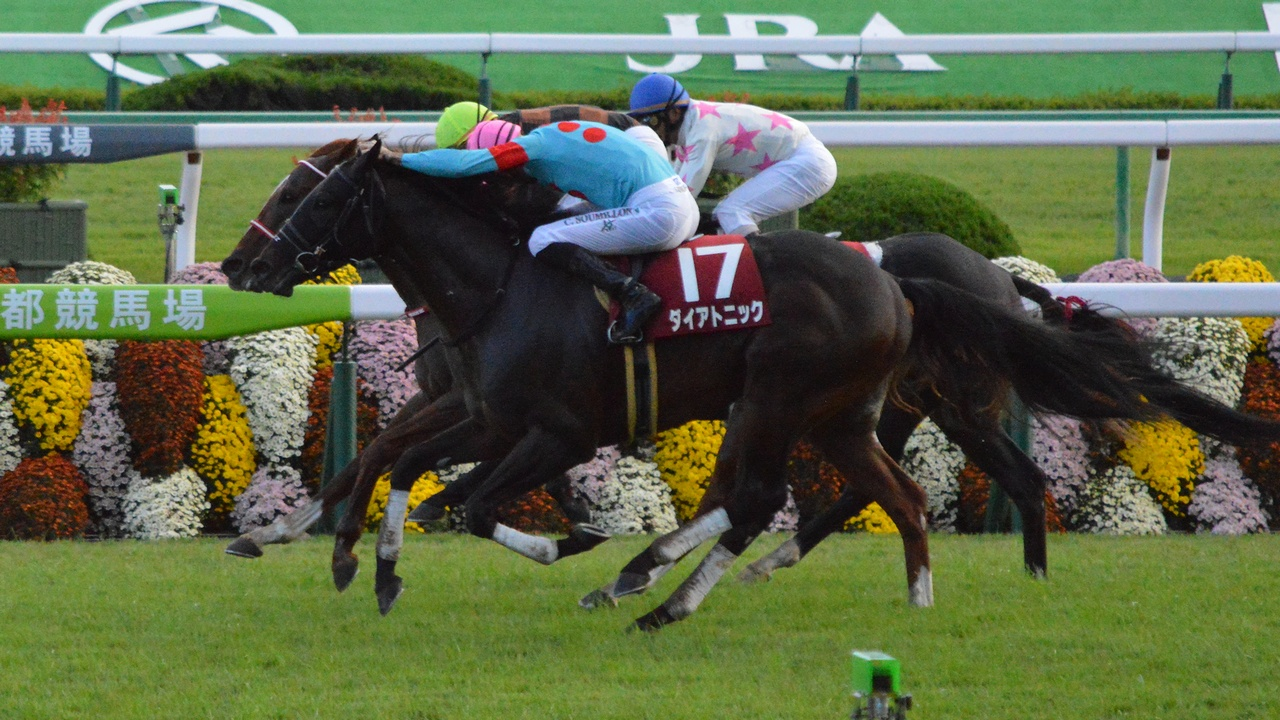
2019年スワンステークス

1958年に、5歳（現4歳）以上の馬による重賞競走として創設。創設当初は京都競馬場の芝1800mで春季に行われていたが、1972年より芝1600m（外回り）に変更。
1984年には施行時期を10月下旬に繰り下げたうえ、距離も芝1400m（外回り）に変更。あわせて4歳（現3歳）馬や外国産馬も出走可能になり、マイルチャンピオンシップの前哨戦として位置づけられた。2014年より、本競走の1着馬にはマイルチャンピオンシップの優先出走権が与えられている。
創設時の負担重量はハンデキャップだったが、1961年より別定に変更された。
地方競馬所属馬は1995年から出走可能になり、1998年からは外国馬も出走可能な国際競走となった。

### 競走条件
以下の内容は、2024年現在のもの。
出走資格：サラ系3歳以上
- JRA所属馬（未出走馬及び未勝利馬は除く）
- 地方競馬所属馬（後述）
- 外国調教馬（優先出走）

負担重量：別定
- 3歳55kg（11月に施行される場合は56kg[注 2])、4歳以上57kg、牝馬2kg減
  - 2020年10月25日以降のGI競走（牝馬限定競走を除く）1着馬2kg増、牝馬限定GI競走またはGII競走（牝馬限定競走を除く）1着馬1kg増
  - 2020年10月24日以前のGI競走（牝馬限定競走を除く）1着馬1kg増（2歳時の成績を除く）

マイルチャンピオンシップのステップ競走に指定されており、地方競馬所属馬はマイルチャンピオンシップの出走候補馬（3頭まで）に優先出走が認められている。また、地方競馬所属馬は本競走で2着以内の成績を収めた馬にマイルチャンピオンシップの優先出走権が与えられる。

### 賞金
2024年の1着賞金は5900万円で、以下2着2400万円、3着1500万円、4着890万円、5着590万円。

## 歴史
- 1958年 - 5歳以上の馬によるハンデキャップの重賞競走として創設、京都競馬場の芝1800m（外回り）で施行[5]。
- 1959年 - 「皇太子殿下御成婚祝賀競走」の副称をつけて施行[5]。
- 1965年 - 名称を「関西テレビ放送賞 スワンステークス」に変更[5]。
- 1984年
  - グレード制施行によりGII[注 3]に格付け[5]。
  - 出走資格を4歳以上に変更[5]。
  - 混合競走に指定、外国産馬が出走可能になる[7]。
  - 関西テレビの寄贈賞がローズステークスに振り替えられたため、名称を「スワンステークス」に戻す。
- 1995年 - 指定交流競走となり、地方競馬所属馬が出走可能になる[7]。
- 1998年 - 国際競走に指定され、外国調教馬が4頭まで出走可能となる[7]。
- 2000年
  - 前年限りで廃止された京都4歳特別（現・京都新聞杯）に出されていた毎日放送の寄贈賞が本競走に振り替えられ、名称を「毎日放送賞 スワンステークス」に変更[5]。
  - 外国調教馬の出走枠を5頭に拡大[7]。
- 2001年 - 馬齢表示の国際基準への変更に伴い、出走資格を「3歳以上」に変更。
- 2007年 - 日本のパートI国昇格に伴い、外国調教馬の出走枠を9頭に拡大[11]。
- 2014年 - この年から1着馬にマイルチャンピオンシップの優先出走権を付与[5]。
- 2021年
  - 京都競馬場の整備工事に伴い、阪神競馬場で施行[12]（2022年も同様[13]）。
  - 毎日放送の持株会社制移行および対外呼称変更に伴い、名称を「MBS賞 スワンステークス」に変更[3]。
- 2025年 - 従来の施行時期を2週間繰り上げ、3日間開催の月曜日に変更予定。

### 歴代優勝馬
コース種別を表記していない距離は、芝コースを表す。
優勝馬の馬齢は、2000年以前も現行表記に揃えている。
| 回数   | 施行日         | 競馬場 | 距離  | 優勝馬             | 性齢 | タイム   | 優勝騎手   | 管理調教師 | 馬主                                 |
| ------ | -------------- | ------ | ----- | ------------------ | ---- | -------- | ---------- | ---------- | ------------------------------------ |
| 第1回  | 1958年4月13日  | 京都   | 1800m | ナンバイチバン     | 牡5  | 1:51 3/5 | 大沢真     | 玉谷敬治   | 浜田尚子                             |
| 第2回  | 1959年4月5日   | 京都   | 1800m | ゴールマイト       | 牡4  | 1:54 0/5 | 大久保正陽 | 大久保亀治 | 飯塚一                               |
| 第3回  | 1960年4月17日  | 京都   | 1800m | ミンシユウ         | 牡4  | 1.52.9   | 坂田正行   | 仲住達弥   | 鈴木美智慧                           |
| 第4回  | 1961年4月9日   | 京都   | 1800m | コダマ             | 牡4  | 1:52.5   | 栗田勝     | 武田文吾   | 伊藤由五郎                           |
| 第5回  | 1962年4月8日   | 京都   | 1800m | シーザー           | 牡5  | 1:50.6   | 清田十一   | 伊藤勝吉   | 伊藤由五郎                           |
| 第6回  | 1963年4月10日  | 京都   | 1800m | シモフサホマレ     | 牡4  | 1:53.1   | 境勝太郎   | 矢野幸夫   | 遠田光子                             |
| 第7回  | 1964年4月12日  | 京都   | 1800m | メイズイ           | 牡4  | 1:55.8   | 保田隆芳   | 尾形藤吉   | 千明康                               |
| 第8回  | 1965年4月11日  | 阪神   | 1800m | アサホコ           | 牡5  | 1:51.8   | 加賀武見   | 藤本冨良   | 手塚栄一                             |
| 第9回  | 1966年4月17日  | 京都   | 1800m | バリモスニセイ     | 牡5  | 1:51.3   | 諏訪真     | 諏訪佐市   | 小杉咲枝                             |
| 第10回 | 1967年5月7日   | 京都   | 1800m | エプソム           | 牡5  | 1:52.2   | 山本正司   | 伊藤修司   | ローズ                               |
| 第11回 | 1968年2月25日  | 京都   | 1800m | リユウフアーロス   | 牡5  | 1:51.9   | 宮本悳     | 橋本正晴   | 三好諦三                             |
| 第12回 | 1969年4月20日  | 京都   | 1800m | ダイイチオー       | 牡4  | 1:50.2   | 山本正司   | 高橋直三   | 上田正次                             |
| 第13回 | 1970年2月15日  | 京都   | 1800m | リキエイカン       | 牡4  | 1:50.9   | 高橋成忠   | 柏谷富衛   | 水上力夫                             |
| 第14回 | 1971年1月31日  | 京都   | 1800m | フアストバンブー   | 牡4  | 1:53.3   | 山本正司   | 伊藤修司   | 竹田辰一                             |
| 第15回 | 1972年1月30日  | 京都   | 1600m | タカラローズ       | 牝4  | 1:39.4   | 領家政蔵   | 田中良平   | 市川武二                             |
| 第16回 | 1973年5月13日  | 京都   | 1600m | フセノスズラン     | 牝5  | 1:36.5   | 野村彰彦   | 中村覚之助 | 浮田商事（株）                       |
| 第17回 | 1974年5月19日  | 京都   | 1600m | フジノタカワシ     | 牡4  | 1:36.3   | 飯田明弘   | 中村好夫   | 今津惣七                             |
| 第18回 | 1975年5月11日  | 京都   | 1600m | イットー           | 牝4  | 1:36.5   | 簗田善則   | 田中好雄   | （有）荻伏牧場                       |
| 第19回 | 1976年5月16日  | 京都   | 1600m | ロングフアスト     | 牡4  | 1:35.9   | 松田幸春   | 松田由太郎 | 中井長一                             |
| 第20回 | 1977年5月15日  | 京都   | 1600m | フローカンボーイ   | 牡4  | 1:36.3   | 今岡正     | 佐藤勇     | 島田進                               |
| 第21回 | 1978年5月7日   | 京都   | 1600m | リキタイコー       | 牡4  | 1:35.9   | 福永洋一   | 服部正利   | 水上力夫                             |
| 第22回 | 1979年5月6日   | 京都   | 1600m | ホクトボーイ       | 牡6  | 1:36.2   | 田島良保   | 久保道雄   | 森滋                                 |
| 第23回 | 1980年3月9日   | 小倉   | 2000m | アグネスプレス     | 牡5  | 2:06.8   | 須崎昇     | 久保道雄   | 渡辺孝男                             |
| 第24回 | 1981年5月10日  | 京都   | 1600m | サツキレインボー   | 牡4  | 1:35.0   | 米元孝一   | 田之上勲   | 堀協操                               |
| 第25回 | 1982年5月16日  | 京都   | 1600m | アグネスベンチャー | 牡4  | 1:34.2   | 久保敏文   | 久保道雄   | 渡辺孝男                             |
| 第26回 | 1983年5月15日  | 京都   | 1600m | ハギノカムイオー   | 牡4  | 1:35.1   | 伊藤清章   | 伊藤修司   | 日隈広吉 中村和夫                    |
| 第27回 | 1984年10月28日 | 京都   | 1400m | ニホンピロウイナー | 牡4  | 1:21.4   | 河内洋     | 服部正利   | 小林百太郎                           |
| 第28回 | 1985年10月27日 | 京都   | 1400m | コーリンオー       | 牡4  | 1:22.2   | 小屋敷昭   | 白井寿昭   | 伊藤博仁                             |
| 第29回 | 1986年10月26日 | 京都   | 1400m | ニッポーテイオー   | 牡3  | 1:21.5   | 郷原洋行   | 久保田金造 | 山石祐一                             |
| 第30回 | 1987年11月1日  | 京都   | 1400m | ポットテスコレディ | 牝4  | 1:22.8   | 西浦勝一   | 松永善晴   | （有）ポット牧場                     |
| 第31回 | 1988年10月30日 | 京都   | 1400m | シンウインド       | 牝4  | 1:23.0   | 武豊       | 二分久男   | 林幸雄                               |
| 第32回 | 1989年10月29日 | 京都   | 1400m | バンブーメモリー   | 牡4  | 1:21.7   | 松永昌博   | 武邦彦     | 竹田辰一                             |
| 第33回 | 1990年10月28日 | 京都   | 1400m | ナルシスノワール   | 牡4  | 1:21.4   | 安田隆行   | 田之上勲   | 粟田攻                               |
| 第34回 | 1991年10月26日 | 京都   | 1400m | ケイエスミラクル   | 牡3  | 1:20.6   | 南井克巳   | 高橋成忠   | 高田喜嘉                             |
| 第35回 | 1992年10月31日 | 京都   | 1400m | ディクターガール   | 牝6  | 1:21.4   | 岸滋彦     | 宮本悳     | 北川威                               |
| 第36回 | 1993年10月30日 | 京都   | 1400m | シンコウラブリイ   | 牝4  | 1:21.9   | 岡部幸雄   | 藤沢和雄   | 安田修                               |
| 第37回 | 1994年10月29日 | 阪神   | 1400m | サクラバクシンオー | 牡5  | 1:19.9   | 小島太     | 境勝太郎   | （株）さくらコマース                 |
| 第38回 | 1995年10月28日 | 京都   | 1400m | ヒシアケボノ       | 牡3  | 1:19.8   | 角田晃一   | 佐山優     | 阿部雅一郎                           |
| 第39回 | 1996年10月26日 | 京都   | 1400m | スギノハヤカゼ     | 牡3  | 1:19.3   | 田島裕和   | 鹿戸幸治   | 杉江義夫                             |
| 第40回 | 1997年10月25日 | 京都   | 1400m | タイキシャトル     | 牡3  | 1:20.7   | 横山典弘   | 藤沢和雄   | （有）大樹ファーム                   |
| 第41回 | 1998年10月31日 | 京都   | 1400m | ロイヤルスズカ     | 牡5  | 1:21.9   | 上村洋行   | 橋田満     | 永井啓弐                             |
| 第42回 | 1999年10月30日 | 京都   | 1400m | ブラックホーク     | 牡5  | 1:20.2   | 蛯名正義   | 国枝栄     | 金子真人                             |
| 第43回 | 2000年10月28日 | 京都   | 1400m | ダイタクヤマト     | 牡6  | 1:20.4   | 江田照男   | 石坂正     | 中村和子                             |
| 第44回 | 2001年10月27日 | 京都   | 1400m | ビハインドザマスク | 牝4  | 1:20.8   | 松永幹夫   | 北橋修二   | （有）サンデーレーシング             |
| 第45回 | 2002年10月26日 | 京都   | 1400m | ショウナンカンプ   | 牡4  | 1:19.8   | 藤田伸二   | 大久保洋吉 | 国本哲秀                             |
| 第46回 | 2003年11月1日  | 京都   | 1400m | ギャラントアロー   | 牡3  | 1:20.2   | 幸英明     | 崎山博樹   | 冨沢敦子                             |
| 第47回 | 2004年10月30日 | 京都   | 1400m | タマモホットプレイ | 牡3  | 1:21.9   | 本田優     | 南井克巳   | タマモ（株）                         |
| 第48回 | 2005年10月29日 | 京都   | 1400m | コスモサンビーム   | 牡4  | 1:21.5   | 本田優     | 佐々木晶三 | 岡田美佐子                           |
| 第49回 | 2006年10月28日 | 京都   | 1400m | プリサイスマシーン | 牡7  | 1:20.3   | 松岡正海   | 萩原清     | 池谷誠一                             |
| 第50回 | 2007年10月27日 | 京都   | 1400m | スーパーホーネット | 牡4  | 1:20.7   | 藤岡佑介   | 矢作芳人   | 森本悳男                             |
| 第51回 | 2008年11月1日  | 京都   | 1400m | マイネルレーニア   | 牡4  | 1:19.9   | 佐藤哲三   | 西園正都   | （株）サラブレッドクラブ・ラフィアン |
| 第52回 | 2009年10月31日 | 京都   | 1400m | キンシャサノキセキ | 牡6  | 1:20.3   | C.スミヨン | 堀宣行     | 吉田和美                             |
| 第53回 | 2010年10月30日 | 京都   | 1400m | マルカフェニックス | 牡6  | 1:21.0   | 福永祐一   | 松永昌博   | 河長産業                             |
| 第54回 | 2011年10月29日 | 京都   | 1400m | リディル           | 牡4  | 1:19.4   | 小牧太     | 橋口弘次郎 | 前田幸治                             |
| 第55回 | 2012年10月27日 | 京都   | 1400m | グランプリボス     | 牡4  | 1:20.5   | 内田博幸   | 矢作芳人   | （株）グランプリ                     |
| 第56回 | 2013年10月26日 | 京都   | 1400m | コパノリチャード   | 牡3  | 1:20.8   | 浜中俊     | 宮徹       | 小林祥晃                             |
| 第57回 | 2014年11月1日  | 京都   | 1400m | ミッキーアイル     | 牡3  | 1:20.3   | 浜中俊     | 音無秀孝   | 野田みづき                           |
| 第58回 | 2015年10月31日 | 京都   | 1400m | アルビアーノ       | 牝3  | 1:20.2   | 柴山雄一   | 木村哲也   | 吉田和美                             |
| 第59回 | 2016年10月29日 | 京都   | 1400m | サトノアラジン     | 牡5  | 1:20.7   | 川田将雅   | 池江泰寿   | 里見治                               |
| 第60回 | 2017年10月28日 | 京都   | 1400m | サングレーザー     | 牡3  | 1:22.4   | C.デムーロ | 浅見秀一   | （株）G1レーシング                   |
| 第61回 | 2018年10月27日 | 京都   | 1400m | ロードクエスト     | 牡5  | 1:21.5   | M.デムーロ | 小島茂之   | （株）ロードホースクラブ             |
| 第62回 | 2019年10月26日 | 京都   | 1400m | ダイアトニック     | 牡4  | 1:21.3   | C.スミヨン | 安田隆行   | （有）シルクレーシング               |
| 第63回 | 2020年10月31日 | 京都   | 1400m | カツジ             | 牡5  | 1:21.2   | 岩田康誠   | 池添兼雄   | （株）カナヤマホールディングス       |
| 第64回 | 2021年10月30日 | 阪神   | 1400m | ダノンファンタジー | 牝5  | 1:20.7   | 川田将雅   | 中内田充正 | （株）ダノックス                     |
| 第65回 | 2022年10月29日 | 阪神   | 1400m | ダイアトニック     | 牡7  | 1:19.8   | 岩田康誠   | 安田隆行   | （有）シルクレーシング               |
| 第66回 | 2023年10月28日 | 京都   | 1400m | ウイングレイテスト | 牡6  | 1:19.9   | 松岡正海   | 畠山吉宏   | （株）ウイン                         |
| 第67回 | 2024年10月26日 | 京都   | 1400m | ダノンマッキンリー | 牡3  | 1:20.5   | 松山弘平   | 藤原英昭   | （株）ダノックス                     |